# Elio Morille
Elio Morille   (Alessandria, 7 de setembre de 1927 - Roma, 21 de juny de 1998) fou un remer italià que va competir durant les dècades de 1940 i 1950.
El 1943 guanyà el campionat italià júnior. Poc després entrar a treballar a la fàbrica de motos Moto Guzzi, on formà part de l'equip de rem de l'empresa junt a Giuseppe Moioli, Giovanni Invernizzi i Franco Faggi. Plegats van dominar la categoria del quatre sense timoner entre 1947 i 1952, guanyant totes les curses que van disputar, incloses les sèries.
El 1948 va prendre part en els Jocs Olímpics d'Estiu de Londres, on guanyà la medalla d'or en la prova del quatre sense timoner del programa de rem. Quatre anys més tard, a Hèlsinki, quedà eliminat en semifinals en la mateixa prova.
En el seu palmarès també destaquen tres medalles d'or en el quatre sense timoner al Campionat d'Europa de rem, entre els anys 1947 i 1950, així com dotze títols italians.